# Liga Panameña de Fútbol Apertura 2016
La Liga Panameña de Fútbol Apertura 2016, oficialmente por motivo de patrocinio Liga Cable Onda Apertura 2016 fue la XLV edición del torneo de la Liga Panameña de Fútbol siendo el inicio de la temporada 2016-17. El Campeón del torneo clasificará a la Liga de Campeones de la Concacaf 2018.

## Equipos participantes
Como en temporadas precedentes, consta de un grupo único integrado por 10 clubes de toda la geografía panameña. Siguiendo un sistema de liga, los 10 equipos se enfrentaran todos contra todos en dos ocasiones —una en campo propio y otra en campo contrario— sumando un total de 18 jornadas. El orden de los encuentros se decidirá por sorteo antes de empezar la competición.

## Fase final
Los 4 primeros clubes calificados para esta Fase del torneo serán reubicados de acuerdo con el lugar que ocupen en al término de la jornada 18, con el puesto del número # 1 al club mejor clasificado, y así hasta el número # 4. Los partidos a esta fase se desarrollarán a visita, en las siguientes etapas:
- Semifinal
- Final

Los clubes vencedores en los partidos de semifinal serán aquellos que en los dos juegos anoten el mayor número de goles. De existir empate en el número de goles anotados, la posición se definirá a favor del club con mayor cantidad de goles a favor cuando actúe como visitante; si una vez aplicado el criterio anterior los clubes siguieran empatados, se definirá por la tanda del punto penal.
El club vencedor de la final y por lo tanto campeón, será aquel que en el partido anote el mayor número de goles. Si al término del tiempo reglamentario el partido está empatado, se agregarán dos tiempos extras de 15 minutos cada uno. De persistir el empate en estos periodos, se procederá a lanzar tiros penales hasta que resulte un vencedor.

## Equipos
| Alianza FC                         | Panamá               | Mario Anthony Torres | Maracaná de Panamá         | Keuka   | 5 500  |
| CD Árabe Unido                     | Colón                | Sergio Guzmán        | Armando Dely Valdés        | Kelme   | 1, 121 |
| CD Plaza Amador                    | Panamá               | Jair Palacios        | Maracaná                   | X Red   | 5,500  |
| SD Atlético Veragüense             | Santiago de Veraguas | Marcos Pimentel      | Aristocles "Toco" Castillo | Kelme   | 3,000  |
| Chorrillo FC                       | Panamá               | Jair Medina          | Maracaná de Panamá         | Adidas  | 5,500  |
| Santa Gema FC                      | Arraiján             | Leopoldo Lee         | Agustín Muquita Sánchez    | Kelme   | 2 500  |
| San Francisco FC                   | La Chorrera          | Mike Stump           | Agustín Muquita Sánchez    | Lotto   | 3,000  |
| SD Atlético Nacional               | Panamá               | Daniel Valencia      | Maracaná de Panamá         | Adidas  | 5,500  |
| Sporting San Miguelito             | San Miguelito        | Juan Pablo Lopera    | Rommel Fernández Gutiérrez | Umbro   | 32 000 |
| Tauro FC                           | Panamá               | Rolando Palma        | Rommel Fernández Gutiérrez | Patrick | 32 000 |
| Datos actualizados a julio de 2016 |                      |                      |                            |         |        |

### Equipos por Provincia
| \| Provincia \| N.º \| Equipos \| \| ------------ \| --- \| -------------------------------------------------------------------------------------------- \| \| Panamá \| 6 \| Alianza FC CD Plaza Amador Chorrillo FC SD Atlético Nacional Sporting San Miguelito Tauro FC \| \| Panamá Oeste \| 2 \| San Francisco FC Santa Gema FC \| \| Colón \| 1 \| CD Árabe Unido \| \| Veraguas \| 1 \| Atlético Veragüense \| \| Total \| 10 \| \| |     |                                                                                              |
| Provincia | N.º | Equipos                                                                                      |
| Panamá | 6   | Alianza FC CD Plaza Amador Chorrillo FC SD Atlético Nacional Sporting San Miguelito Tauro FC |
| Panamá Oeste | 2   | San Francisco FC Santa Gema FC                                                               |
| Colón | 1   | CD Árabe Unido                                                                               |
| Veraguas | 1   | Atlético Veragüense                                                                          |
| Total | 10  |                                                                                              |

## Calendario
| Deportivo Árabe Unido | 0:2 | San Francisco FC       | Armando Dely Valdés "Clásico de la Rivalidad" | 15 de julio | 21:00 | RPC TV |  |
| Tauro FC              | 4:0 | SD Atlético Veragüense | Rommel Fernández Gutiérrez                    | 15 de julio | 21:00 |        |  |
| SD Atlético Nacional  | 1:1 | Santa Gema FC          | Maracaná del Chorrillo                        | 15 de julio | 21:00 |        |  |
| CD Plaza Amador       | 2:0 | Alianza FC             | Óscar Suman Carrillo                          | 17 de julio | 18:00 | TV Max |  |
| Chorrillo FC          | 2:2 | Sporting San Miguelito | Maracaná de Panamá                            | 17 de julio | 16:00 | COS FC |  |

| Santa Gema FC          | 0:0 | San Francisco FC         | Óscar Suman Carrillo "Clásico del Oeste" | 22 de julio | 21:00 |        |  |
| Tauro FC               | 1:0 | Chorrillo FC             | Rommel Fernández Gutiérrez               | 23 de julio | 18:00 |        |  |
| Alianza FC             | 2:1 | SD Atlético Nacional     | Maracaná de Panamá                       | 24 de julio | 18:00 |        |  |
| Sporting San Miguelito | 0:0 | CD Plaza Amador          | Rommel Fernández Gutiérrez               | 24 de julio | 17:00 | TV Max |  |
| SD Atlético Veragüense | 0:1 | CD Deportivo Árabe Unido | Aristocles "Toco" Castillo               | 24 de julio | 18:00 | RPC    |  |

| SD Atlético Nacional     | 0:1 | San Francisco FC | Maracaná de Panamá"    | 30 de julio | 21:00 | RPC TV |  |
| CD Deportivo Árabe Unido | 0:0 | Chorrillo FC     | Armando Dely Valdés    | 30 de julio | 21:00 |        |  |
| SD Atlético Nacional     | 1:1 | Santa Gema FC    | Maracaná del Chorrillo | 15 de julio | 21:00 |        |  |
| CD Plaza Amador          | 2:0 | Alianza FC       | Óscar Suman Carrillo   | 17 de julio | 18:00 | TV Max |  |
| Sporting San Miguelito   | 2:2 | Chorrillo FC     | Maracaná de Panamá     | 17 de julio | 16:00 | COS FC |  |

| San Francisco FC    | 1:3 | Club Deportivo Árabe Unido | Rommel Fernández Gutiérrez" | 16 de septiembre | 21:00 |        |  |
| Santa Gema FC       | 2:1 | SD Atlético Nacional       | Óscar Suman Carrillo        | 17 de septiembre | 18:00 | TvMax  |  |
| Alianza FC          | -:- | CD Plaza Amador            | Maracaná del Chorrillo      | 18 de septiembre | 17:00 | RPCTv  |  |
| Sporting SM         | -:- | Chorrillo FC               | Rommel Fernández Gutiérrez  | 18 de septiembre | 17:00 | COS FC |  |
| Atlético Veragüense | -:- | Tauro FC                   | Aristocles Castillo         | 18 de septiembre | 18:00 |        |  |

## Jornadas
- Los horarios son correspondientes al tiempo de Panamá (UTC-5).

### Primera vuelta
| CD Deportivo Árabe Unido | 0 - 2 | San Francisco FC       | 15 de julio | Estadio Armando Dely Valdés        | 21:00 |
| Tauro FC                 | 4 - 0 | SD Atlético Veragüense | 15 de julio | Estadio Rommel Fernández Gutiérrez | 21:00 |
| SD Atlético Nacional     | 1 - 1 | Santa Gema FC          | 15 de julio | Estadio Maracaná de Panamá         | 21:00 |
| CD Plaza Amador          | 2 - 0 | Alianza FC             | 17 de julio | Estadio Oscar Suman Carrillo       | 18:00 |
| Chorrillo FC             | 0 - 1 | Sporting San Miguelito | 17 de julio | Estadio Maracaná de Panamá         | 18:00 |

| Santa Gema FC          | 0 - 0 | San Francisco FC         | 22 de julio | Estadio Oscar Suman Carrillo       | 21:00 |
| Tauro FC               | 1 - 0 | Chorrillo FC             | 23 de julio | Estadio Rommel Fernández Gutiérrez | 18:00 |
| Sporting San Miguelito | 0 - 0 | CD Plaza Amador          | 24 de julio | Estadio Rommel Fernández Gutiérrez | 17:00 |
| Alianza FC             | 2 - 1 | SD Atlético Nacional     | 24 de julio | Estadio Maracaná                   | 18:00 |
| SD Atlético Veragüense | 0 - 1 | CD Deportivo Árabe Unido | 24 de julio | Estadio Aristocles "Toco" Castillo | 18:00 |

| SD Atlético Nacional       | 0 - 1 | San Francisco FC       | 29 de julio | Estadio Maracaná | 21:00 |
| Club Deportivo Árabe Unido | 1 - 1 | Chorrillo FC           | 29 de julio | Armando Valdés   | 21:00 |
| Santa Gema FC              | 0 - 1 | SD Atlético Veragüense | 30 de julio |                  |       |
| CD Plaza Amador            | 1 - 1 | Tauro FC               | 30 de julio |                  |       |
| Alianza FC                 | 2 - 1 | Sporting San Miguelito | 31 de julio |                  |       |

| Chorrillo              | 0 - 0 | Santa Gema                 |  |  |  |
| Tauro FC               | 3 - 2 | Alianza                    |  |  |  |
| Plaza Amador           | 2 - 2 | Club Deportivo Árabe Unido |  |  |  |
| Sporting San Miguelito | 2 - 1 | Atlético Nacional          |  |  |  |
| Atlético Veragüense    | 1 - 1 | San Francisco              |  |  |  |

| SD Atlético Nacional | 1 - 0 | SD Atlético Veragüense     |  |  |  |
| CD Plaza Amador      | 0 - 0 | Santa Gema FC              |  |  |  |
| San Francisco FC     | 1 - 2 | Chorrillo FC               |  |  |  |
| Alianza FC           | 0 - 2 | Club Deportivo Árabe Unido |  |  |  |
| Sporting SM          | 2 - 2 | Tauro FC                   |  |  |  |

| Santa Gema FC              | 0 - 1 | Tauro FC             |  |  |  |
| Plaza Amador               | 0 - 0 | San Francisco FC     |  |  |  |
| Club Deportivo Árabe Unido | 2 - 0 | Sporting SM          |  |  |  |
| Tauro FC                   | 4 - 0 | SD Atlético Nacional |  |  |  |
| Chorrillo FC               | 1 - 0 | Atlético Veraguense  |  |  |  |

| SD Atlético Nacional | 1 - 2 | Chorrillo FC   |  |  |
| San Francisco FC     | 0 - 1 | Alianza FC     |  |  |
| Tauro FC             | 0 - 0 | CD Árabe Unido |  |  |
| Sporting SM          | 0 - 0 | Santa Gema FC  |  |  |
| Atlético Veraguense  | 0 - 1 | Plaza Amador   |  |  |

| Club Deportivo Árabe Unido | 0 - 1 | SD Atlético Nacional |  |  |  |
| Plaza Amador               | 2 - 0 | Chorrillo FC         |  |  |  |
| Santa Gema FC              | 0 - 0 | Tauro FC             |  |  |  |
| San Francisco FC           | 1 - 0 | Sporting SM          |  |  |  |
| Alianza FC                 | 2 - 0 | Atlético Veraguense  |  |  |  |

| SD Atlético Nacional       | 1 - 3 | Plaza Amador     |  |  |  |
| Club Deportivo Árabe Unido | 2 - 3 | Santa Gema FC    |  |  |  |
| Tauro FC                   | 2 - 0 | San Francisco FC |  |  |  |
| Chorrillo FC               | 0 - 3 | Alianza FC       |  |  |  |
| Atlético Veraguense        | 0 - 0 | Sporting SM      |  |  |  |

### Segunda vuelta
| San Francisco FC    | 1 - 3 | Club Deportivo Árabe Unido |                      | Rommel Fernández Gutiérrez |  |
| Santa Gema FC       | 2 - 1 | SD Atlético Nacional       | Óscar Suman Carrillo |                            |  |
| Sporting SM         | 0 - 2 | Chorrillo FC               |                      |                            |  |
| Alianza FC          | 1 - 1 | Plaza Amador               |                      |                            |  |
| Atlético Veraguense | 0 - 2 | Tauro FC                   |                      |                            |  |

| Atlético Nacional          | 1 - 2 | Alianza FC          |  |  |  |
| San Francisco FC           | 0 - 1 | Santa Gema FC       |  |  |  |
| Club Deportivo Árabe Unido | 4 - 1 | Atlético Veraguense |  |  |  |
| Chorrillo FC               | 1 - 0 | Tauro FC            |  |  |  |
| Plaza Amador               | 2 - 1 | Sporting SM         |  |  |  |

| San Francisco FC    | 1 - 0 | Atlético Nacional          |  |  |  |
| Tauro FC            | 0 - 0 | Plaza Amador               |  |  |  |
| Chorrillo FC        | 1 - 0 | Club Deportivo Árabe Unido |  |  |  |
| Atlético Veraguense | 0 - 0 | Santa Gema FC              |  |  |  |
| Sporting SM         | 1 - 0 | Alianza FC                 |  |  |  |

| San Francisco FC           | 3 - 0 | Atlético Veraguense |  |  |  |
| Santa Gema                 | 1 - 2 | Chorrillo FC        |  |  |  |
| Club Deportivo Árabe Unido | 0 - 0 | Plaza Amador        |  |  |  |
| SD Atlético Nacional       | 0 - 0 | Sporting SM         |  |  |  |
| Alianza FC                 | 0 - 2 | Tauro FC            |  |  |  |

| Club Deportivo Árabe Unido | 3 - 1 | Alianza FC           |  |  |  |
| Tauro FC                   | 1 - 0 | Sporting SM          |  |  |  |
| Chorrillo FC               | 2 - 0 | San Francisco FC     |  |  |  |
| Plaza Amador               | 1 - 0 | Santa Gema FC        |  |  |  |
| Atlético Veraguense        | 0 - 0 | SD Atlético Nacional |  |  |  |

| SD Atlético Nacional | 0 - 2 | Tauro FC                   |  |  |  |
| San Francisco FC     | 1 - 1 | Plaza Amador               |  |  |  |
| Alianza FC           | 0 - 1 | Santa Gema FC              |  |  |  |
| Sporting SM          | 1 - 3 | Club Deportivo Árabe Unido |  |  |  |
| Atlético Veraguense  | 1 - 1 | Chorrillo FC               |  |  |  |

| Club Deportivo Árabe Unido | 2 - 1 | Tauro FC             |  |  |  |
| Chorrillo FC               | 1 - 0 | SD Atlético Nacional |  |  |  |
| Santa Gema FC              | 4 - 2 | Sporting SM          |  |  |  |
| Alianza FC                 | 1 - 2 | San Francisco FC     |  |  |  |
| Plaza Amador               | 1 - 0 | Atlético Veraguense  |  |  |  |

| Sporting SM          | 0 - 1 | San Francisco FC           |  |  |  |
| Atlético Veraguense  | 1 - 0 | Alianza FC                 |  |  |  |
| SD Atlético Nacional | 1 - 1 | Club Deportivo Árabe Unido |  |  |  |
| Chorrillo FC         | 0 - 2 | Plaza Amador               |  |  |  |
| Tauro FC             | 2 - 1 | Santa Gema FC              |  |  |  |

| Sporting SM      | 1 - 2 | Atlético Veraguense        |  |  |  |
| Plaza Amador     | 2 - 1 | SD Atlético Nacional       |  |  |  |
| Alianza FC       | 0 - 4 | Chorrillo FC               |  |  |  |
| Santa Gema FC    | 1 - 0 | Club Deportivo Árabe Unido |  |  |  |
| San Francisco FC | 0 - 3 | Tauro FC                   |  |  |  |

## Clasificación General
|     | Equipos             |  | PJ | G  | E | P  | GF | GC | Dif. | Pts. |
| --- | ------------------- |  | -- | -- | - | -- | -- | -- | ---- | ---- |
| 1.  | Tauro FC            |  | 18 | 11 | 5 | 2  | 30 | 9  | +21  | 38   |
| 2.  | CD Plaza Amador     |  | 18 | 9  | 9 | 0  | 21 | 8  | +13  | 36   |
| 3.  | Chorrillo FC        |  | 18 | 10 | 3 | 5  | 20 | 14 | +6   | 33   |
| 4.  | CD Árabe Unido      |  | 18 | 8  | 5 | 5  | 26 | 17 | +9   | 29   |
| 5.  | Santa Gema FC       |  | 18 | 6  | 7 | 5  | 15 | 13 | +2   | 25   |
| 6.  | San Francisco FC    |  | 18 | 7  | 4 | 7  | 15 | 17 | -2   | 25   |
| 7.  | Alianza FC          |  | 18 | 7  | 1 | 10 | 18 | 25 | -7   | 22   |
| 8.  | Sporting SM         |  | 18 | 3  | 5 | 10 | 12 | 23 | -11  | 14   |
| 9.  | Atlético Veragüense |  | 18 | 3  | 5 | 10 | 7  | 23 | -16  | 14   |
| 10. | Atlético Nacional   |  | 18 | 2  | 4 | 12 | 11 | 26 | -15  | 10   |

### Fase final
|  | Semifinales                                       | Semifinales                                       | Semifinales                                       |   |                | Final                  | Final                  |  |
|  | 19 de noviembre de 2016 - 26 de noviembre de 2016 | 19 de noviembre de 2016 - 26 de noviembre de 2016 | 19 de noviembre de 2016 - 26 de noviembre de 2016 |   |                | 3 de diciembre de 2016 | 3 de diciembre de 2016 |  |
|  |                                                   |                                                   |                                                   |   |                |                        |                        |  |
|  |                                                   |                                                   |                                                   |   |                |                        |                        |  |
|  | Tauro FC                                          | 0                                                 | 3                                                 |   |                |                        |                        |  |
|  | Tauro FC                                          | 0                                                 | 3                                                 |   |                |                        |                        |  |
|  | CD Árabe Unido                                    | 3                                                 | 2                                                 |   |                |                        |                        |  |
|  | CD Árabe Unido                                    | 3                                                 | 2                                                 |   | CD Árabe Unido | 2                      |                        |  |
|  |                                                   |                                                   |                                                   |   | CD Árabe Unido | 2                      |                        |  |
|  |                                                   |                                                   | CD Plaza Amador                                   | 0 |                |                        |                        |  |
|  | CD Plaza Amador                                   | 0                                                 | CD Plaza Amador                                   | 0 | 1              |                        |                        |  |
|  | CD Plaza Amador                                   | 0                                                 |                                                   |   | 1              |                        |                        |  |
|  | Chorrillo FC                                      | 0                                                 | 0                                                 |   |                |                        |                        |  |
|  | Chorrillo FC                                      | 0                                                 | 0                                                 |   |                |                        |                        |  |
|  |                                                   |                                                   |                                                   |   |                |                        |                        |  |

- Campeón clasifica a la2017-18

### Tauro FC - CD Árabe Unido
| 19 de noviembre de 2016 | CD Árabe Unido | 3:0 | Tauro FC | Estadio Armando Dely Valdés, Colón |  |

| 26 de noviembre | Tauro FC | 3:2 | CD Árabe Unido | Estadio Rommel Fernández, Panamá |  |
| Ganador 1       |          |     |                |                                  |  |

### CD Plaza Amador - Chorrillo FC
| 19 de noviembre de 2016 | Chorrillo FC | 0:0 | CD Plaza Amador | Estadio Maracaná, Panamá |  |

| 26 de noviembre | CD Plaza Amador | 1:0 | Chorrillo FC | Estadio Maracaná, Panamá |  |
| Ganador 1       |                 |     |              |                          |  |

### Final
| 3 de diciembre | CD Árabe Unido | 2:0 | CD Plaza Amador | Estadio Rommel Fernández, Panamá |                                 |
|                | 2              |     | 0               | Asistencia: 16,687 espectadores  | Asistencia: 16,687 espectadores |
| Ganador 1      |                |     |                 |                                  |                                 |

|                           |
| Panamá                    |
| CD Árabe Unido 15º título |